# Učakar
Učakar je priimek več znanih Slovencev:
- Aleš Učakar (*1968), pesnik, pisatelj, prevajalec, literarni urednik
- Blaž Učakar, arhitekt
- Bogdan Učakar, novinar
- Dejan Učakar (*1974), fagotist in skladatelj
- Janez Učakar (1918—1995), partizan, polkovnik JLA in narodni heroj
- Marjan Učakar - Lubo (1921—2005), prvoborec, gospodarstvenik, ekonomist, politik, publicist
- Matjaž Učakar, grafični oblikovalec (mdr. znamk)
- Mirjana Učakar (1953—2022), aktivistka za pravice izbrisanih
- Pavle Učakar, akad. slikar, likovni urednik za otroški in mladinski program pri Mladinski knjigi
- Sergej Učakar, pesnik, glasbenik